# Комишка (Новосергієвський район)
Коми́шка (рос. Камышка) — село у складі Новосергієвського району Оренбурзької області, Росія.

## Населення
Населення — 175 осіб (2010; 183 у 2002).
Національний склад (станом на 2002 рік):
- росіяни — 48 %